# Scott 2
Scott 2 es el segundo álbum solista de Scott Walker.

## Desenlace
Scott 2 tiene la misma fórmula que su álbum anterior, con una mezcla de adult contemporary en los covers ("Black Sheep Boy", "The Windows of the World") también contiene canciones interpretadas por Jacques Bel ("Jackie", "Next", "The Girls and the Dogs"), canciones de películas ("Wait Until Dark", "Come Next Spring") y sus propias composiciones originales ("The Amorous Humphrey Plugg", "The Girls from the Streets", "Plastic Palace People", "The Bridge"). El contenido de Brel (sencillos propios) fue mucho más censurado que el de Scott, con "Jackie", "Next" y "The Girls from the Streets", son los temas que representan las tribulaciones sexuales y los estilos de vida decadente.
De acuerdo con Jonathan King, escritor en las notas de Scott 2, antes de que el álbum haya sido completado, Walker lo describió como «la obra de un hombre perezoso e indulgente consigo mismo». Y añadió: «Ahora las tonterías tienen que parar, y el negocio serio debe comenzar». King continuó diciendo por Walker: «No tengo ninguna duda de que dentro de muchos años, exista una cena de la era espacial de vitaminas, [...] y diré: "Bueno, aquellos últimos cincuenta años han sido muy felices, pero ahora tenemos que seguir por otro camino que valga la pena". Y lo voy a decir».

## Publicación y recepción
El álbum, publicado por Philips Records en mayo de 1968, alcanzó el puesto #1 durante una semana en la UK Albums Chart y permaneció posteriormente por dieciocho semanas. El álbum fue precedido por el sencillo "Jackie" a finales de 1967. El sencillo causó controversia en el Reino Unido por la frase que aparece en la letra de la canción, "maricones auténticos y vírgenes falsas" e hizo referencia a las drogas. La canción fue prohibida por la BBC y no se realizó en la BBC TV ni se reprodujo en los canales de radio convencionales. La canción finalmente llegó al puesto #22 en el Reino Unido.

## Lista de temas
| Lado uno |                              |                                             |          |  |
| N.º      | Título                       | Escritor(es)                                | Duración |  |
| 1.       | «Jackie»                     | Jacques Brel, Gérard Jouannest, Mort Shuman | 3:23     |  |
| 2.       | «Best of Both Worlds»        | Mark London, Don Black                      | 3:14     |  |
| 3.       | «Black Sheep Boy»            | Tim Hardin                                  | 2:39     |  |
| 4.       | «The Amorous Humphrey Plugg» | Noel Scott Engel                            | 4:31     |  |
| 5.       | «Next»                       | Brel, Shuman                                | 2:50     |  |
| 6.       | «The Girls from the Streets» | Engel                                       | 4:11     |  |

| Lado dos |                          |                                          |          |  |
| N.º      | Título                   | Escritor(es)                             | Duración |  |
| 7.       | «Plastic Palace People»  | Engel                                    | 6:06     |  |
| 8.       | «Wait Until Dark»        | Henry Mancini, Jay Livingston, Ray Evans | 2:59     |  |
| 9.       | «The Girls and the Dogs» | Brel, Jouannest, Shuman                  | 3:10     |  |
| 10.      | «Windows of the World»   | Hal David, Burt Bacharach                | 4:25     |  |
| 11.      | «The Bridge»             | Engel                                    | 2:50     |  |
| 12.      | «Come Next Spring»       | Lenny Adelson                            | 3:24     |  |

## Posiciones en listas
| Lista           | Año  | Posición elevada |
| --------------- | ---- | ---------------- |
| UK Albums Chart | 1968 | 1                |

## Personal
- Wally Stott - arreglos y conducción (Pistas 1, 2, 12)
- Reg Guest - arreglos y conducción (Pistas 3, 4, 9)
- Peter Knight - arreglos y conducción (Pistas 6, 4)
- Peter Olliff - ingeniero

## Historial de lanzamiento
| País           | Fecha                 | Discográfica      | Formato | Catálogo   |
| -------------- | --------------------- | ----------------- | ------- | ---------- |
| Alemania       | 1968                  | Philips           | LP      | 844 210 BY |
| Reino Unido    | marzo de 1968         | Philips           | LP      | 7840       |
| Estados Unidos | julio de 1968         | Smash             | LP      | 7106       |
| UK             | 27 de abril de 1992   | Fontana           | CD      | 510 880-2  |
| UK             | 5 de junio de 2000    | Fontana           | HDCD    | 510 880-2  |
| US             | 15 de febrero de 2008 | 4 Men With Beards | LP      | 4M150      |